# Adriatic (locomotive)
Pour les articles homonymes, voir Adriatic.

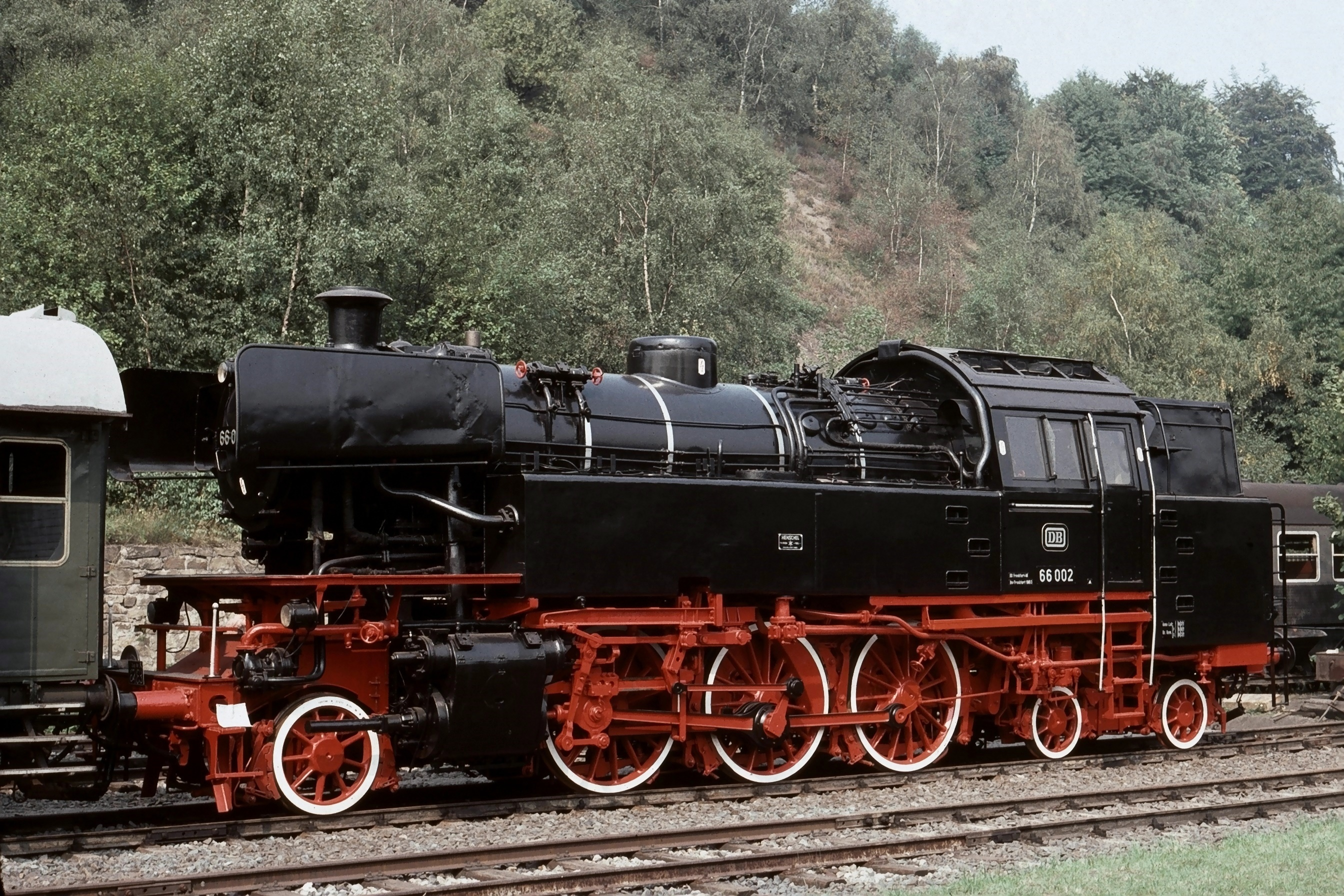
La locomotive 66 002-7 1 de la Deutsche Bundesbahn préservée à Bochum-Dahlhausen.

Positionnement des roues sur une 132.

Adriatic en Europe est un type de locomotive à vapeur dont les essieux ont la configuration suivante (de l'avant vers l'arrière) :
- 1 essieu porteur
- 3 essieux moteurs
- 2 essieux porteurs

## Codifications
Ce qui s'écrit :
- 2-6-4 en codification Whyte.
- 132 en codification européenne.